# (2371) Dimitrov
(2371) Dimitrov est un astéroïde de la ceinture principale d'astéroïdes.

## Description
(2371) Dimitrov est un astéroïde de la ceinture principale d'astéroïdes. Il fut découvert le 2 novembre 1975 à Naoutchnyï par Tamara Smirnova et baptisé ainsi en l'honneur de l'homme politique bulgare Georgi Dimitrov.
Il présente une orbite caractérisée par un demi-grand axe de 2,44 UA, une excentricité de 0,01 et une inclinaison de 1,8° par rapport à l'écliptique.

## Compléments